# Kronau
Kronau település Németországban, azon belül Baden-Württembergben. Lakosainak száma 5954 fő (2023. december 31.). Kronau Reilingen és Bad Schönborn községekkel határos.

## Népesség
A település népessége az elmúlt években az alábbi módon változott:
| Lakosok száma | 3766 | 4099 | 4279 | 4205 | 4639 | 5135 | 5559 | 5580 | 5526 | 5954 |
|               | 1961 | 1967 | 1974 | 1980 | 1987 | 1993 | 2000 | 2006 | 2013 | 2023 |